# 后木虱属
后木虱属（学名：Metapsylla）为丽木虱科木虱亚科(Psyllinae)的一个小属。由桑山茂(Sh. Kuwayama)于1907年成立，当时以日本的杧果小丽木虱（Metapsylla nigra为模式种，同时还发表了另一个来自台湾高雄的新种Metapsylla marginata，只有一雌。宫武赖夫(Y. Miyatake)1963年研究了保存在北海道大学昆虫研究所的M. marginata模式标本,认为应将其移到幽木虱属（Euphalerus）属去，并重新描述了M.nigra Kuwayama，还记述了日本的第二个新种M.uei Miyatake。余凤麟(Yu Feng-ling)1956 年记述了采自福建崇安县武夷山的痘点木虱 （M. granulasa Yu），同时指出日本的M. robinae Shinji, 1938应隶他属；后来宫武赖夫(1963)也认为该种需从后木虱属移至Arytaina属中。70多年来此属共发表过5个种，而实际只剩下日本2个种和中国1个种。

## 物种
本属包括以下物种：
- 相思后木虱 Metapsylla acaciae Yang & Li, 1982
- 痘点木虱 Metapsylla granulosa Yu, 1956
- Metapsylla marginata Kuwayama, 1908
- 苦楝后木虱 Metapsylla meliae Yang & Li, 1982
- 杧果小丽木虱 Metapsylla nigra Kuwayama, 1908
- Metapsylla uei Miyatake, 1963